# Vsévolod II de Kiev
Vsévolod II Ólgovich (del ruso: Все́волод II О́льгович) (muerto el 1 de agosto de 1146), Príncipe de Nóvgorod-Síverski (1115—1127), Príncipe (Kniaz) de Chernígov (1127-1139) y Gran Príncipe de la Rus de Kiev (Veliki Kniaz) (1139-1146), hijo mayor de Oleg Sviatoslávich, Príncipe de Chernígov.
Vsévolod se casó con María Mstislavna, la hija del Gran Príncipe Mstislav I de Kiev. Tuvieron dos hijos y dos hijas:
1. Sviatoslav III de Kiev (en) (c. 1123—1194)
2. Yaroslav Vsévolodovich  (en) (1139—1198)
3. Ana de Chernígov, casada con un príncipe de Galitzia de acuerdo con algunas crónicas.
4. Zvenislava de Chernígov, casada con Boleslao I el Alto, Duque de Silesia-Breslavia.

A pesar de tener dos hijos, el sucesor elegido por Vsévolod fue su hermano, Ígor II de Kiev, y sus súbditos prometieron aceptarlo como su heredero. Según una versión, Vsévolod incluso obligó a los kievitas a besar la Cruz y jurar lealtad a Ígor, lo cual fue tomado con resentimiento. Poco antes de su muerte, Vsévolod se convirtió en monje bajo el nombre de Gavriil.